# Sistars
I Sistars sono un gruppo musicale polacco che è nato nel 2002 e suona musica in stile hip-hop e r'n'b. La loro musica unisce elementi di hip-hop e rap, funk e soul (e il secondo disco arriva anche ad arrangiamenti rock).

## Storia
I Sistars si sono visti per la prima volta come ospiti nella canzone e nel videoclip di Tede chiamata "Zeszyt Rymów" (Il quaderno delle rime). Il 15 settembre 2003 è invece uscito il loro primo album "Siła Sióstr" (La forza delle sorelle) dove hanno anche partecipato artisti polacchi come O.S.T.R., Tede, Ania Szarmach, Łukasz Poprawski, APEX, Wujek Samo Zło, Człowiek Nowej Ery e Numer Raz. Il primo estratto di questo disco è stato "Spadaj" (Vattene) del quale è stato girato anche un videoclip. Il secondo videoclip è stato creato per la canzone "Synu" (Figlio mio), e il terzo per "Freedom". Questa terza canzone era stata creata per l'Eurovision nel 2005 che occupò il 7º posto con 22107 voti.
Il secondo album EP, uscito nel 2004, è composto da 5 canzoni, tra i quali Sutra che ha avuto un grande successo in Polonia. Nel 2005 è invece arrivato nel mercato polacco il loro ultimo album A.E.I.O.U. con i successi Inspiration, My Music e Na Dwa (In Due).
Negli anni 2004-2005, i Sistars hanno vinto due premi negli MTV Europe Music Awards nella categoria Best Polish Act (nel 2004 con il singolo Sutra e nel 2005 con Inspirations) e quindi hanno avuto la possibilità di avere una carriera internazionale grazie all'MTV polacco. Per ora è già sicuro che il loro ultimo album (A.E.I.O.U.) verrà presto commercializzato in Germania, Austria e Svizzera, e poi ci sono dei progetti nei Paesi Bassi e in Francia. Il loro videoclip Inspiration è ora in onda in 20 paesi europei e molto presto arriverà il CD del singolo.

## Formazione
- Natalia Przybysz (N'Talia) (voce, coro e testi)
- Paulina Przybysz (Lil'Sista) (voce, coro e testi)
- Bartek Królik (BarteQ) (voce, strumenti, testi)
- Marek Piotrowski (Maru$) (strumenti vari)
- Marcin Ułanowski (U-1) (strumenti vari)
- Przemek Maciołek (Przemo) (strumenti vari)

## Discografia

### Album in studio
- 2003 – Siła sióstr
- 2005 – A.E.I.O.U.

### EP
- 2004 – EP